# Джуловац
Джуловац (хорв. Đulovac) — община с центром в одноимённом посёлке в центральной части Хорватии, в Беловарско-Билогорской жупании. Население общины 3245 человек (2011), население посёлка — 957 человек. В состав общины кроме административного центра входят ещё 28 деревень. В 1946—1990 годах посёлок носил название Миоковичево
Большинство населения общины составляют хорваты — 83,82 %, сербы насчитывают 13,16 %.
Община находится в холмистом районе между холмистыми грядами Билогора и Папук на полпути между Даруваром и Слатиной. Через Джуловац проходит шоссе D26 Дарувар — Слатина и железная дорога Дарувар — Сухополье. В посёлке Джуловац есть ж/д станция.